# Харачины
Харачины, харчины (монг. харчин) — название одного из племён южных монголов. Проживают на территории Внутренней Монголии, провинции КНР Ляонин, а также в самой Монголии и Бурятии. Согласно данным справочника Ethnologue, численность харачинов составляет 593 тысячи человек. 

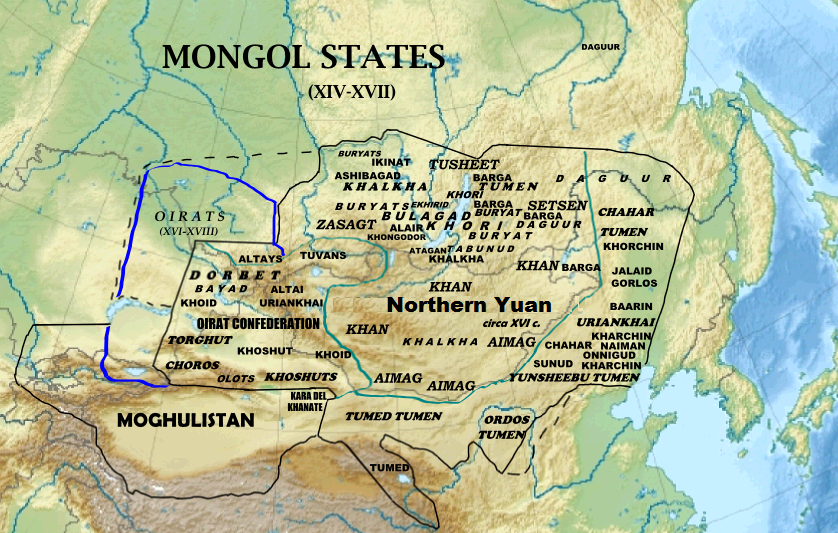
Монгольские государства в XIV-XVII веках, Монгольский каганат, Ойратское ханство и Могулистан.

## Этноним
Во времена империи Юань харачины получили свое название благодаря своему роду занятий. Их мужчины были табунщиками, а женщины — доярками табуна Хубилай хана. Почти все животные в табуне были вороной масти или «хара», особенно кобылы. Поэтому этих людей и стали называть «харчин» или табунщики черных кобыл. Слово «хар» означает «черный», а «- ч» или «-чин» это суффикс монгольского языка, используемый для обозначения профессий.

## Краткие исторические сведения
Племя харчин во времена Империи Юань проживало на территории современного Ховд аймака Монголии, а в конце XVI века перекочевало на юг Гоби и присоединилось к юншиэбускому тумену.
Племя харчинов состоит из трех частей, то есть родов. Дети, принцы, внуки и тайджи ханов называются шарнууд харчин; сыновья, внуки чиновников и министров — борнууд харчин, а слуги и простые люди из разных уголков Монгольской империи, в том числе и несколько поглощённых этнических групп, таких как чжурчжэни и китайцы-хань, называются харнууд харчин. Шарнууд харчины — предки восточных (зүүн) тумэтов и харчинов, проживающих сегодня в провинции Ляонин.
Во время правления маньчжуров, некоторые семьи харчинов по приказу цинского императора переселились от Чуулалт хаалгана до Улиастай (центр нынешнего Завхан аймака).
В начале XX века в Народном освободительном движении Богдо-ханской Монголии от маньчжурских захватчиков активно участвовали от Внутренней Монголии харчины, чахары и баргуты. Самым известным представителем харчин-монголов начала XX века был Шударга-Батор Бавуужав или Харчин-гүн Бавуужав (1875—10 августа 1916 гг.), военный и политический деятель периода Богдо-ханской Монголии, панмонголист.

## Расселение
Харачины проживают на территории хошуна Харачин-Ци округа Чифэн Внутренней Монголии, Харачин-Цзои-Монгольском автономном уезде округа Чаоян провинции Ляонин. Большинство монголов, проживающих в провинции Ляонин, харачины.
Харчины входят в состав увэр-монголов (бага харачин, харачуд, ехэ харачун), халха-монголов, дербетов, баятов, захчинов, алтайских урянхайцев (род харчин нуцгэд), юншиэбу. На территории сомона Булган аймака Ховд зарегистрирован род харчу. Среди бурят харчины известны в составе следующих этнических групп: сартулов, сонголов, табангутов (род харчинуд), хори-бурят (хухур харчин в составе рода галзууд), селенгинских бурят. Харчины, осевшие в Афганистане, образовали одно из племен в составе хазарейцев — qarqin.
В современной Монголии носители родового имени харчин проживают на территории всех аймаков. Кроме собственно харчин также известны боржигон харчин, халх харчин, харагч, харагчид, харагчин, харагчу, харагчуд, харагчууд, харагчуут, харачуд, харачууд, харч, харча, харчад, харчан, харчи, харчид, харчин боржигон, харчин тайж, харчин халх, харчит, харчу, харчуд, харчун, харчут, харчууд, шар харчин.